# Kezhuvamkulam

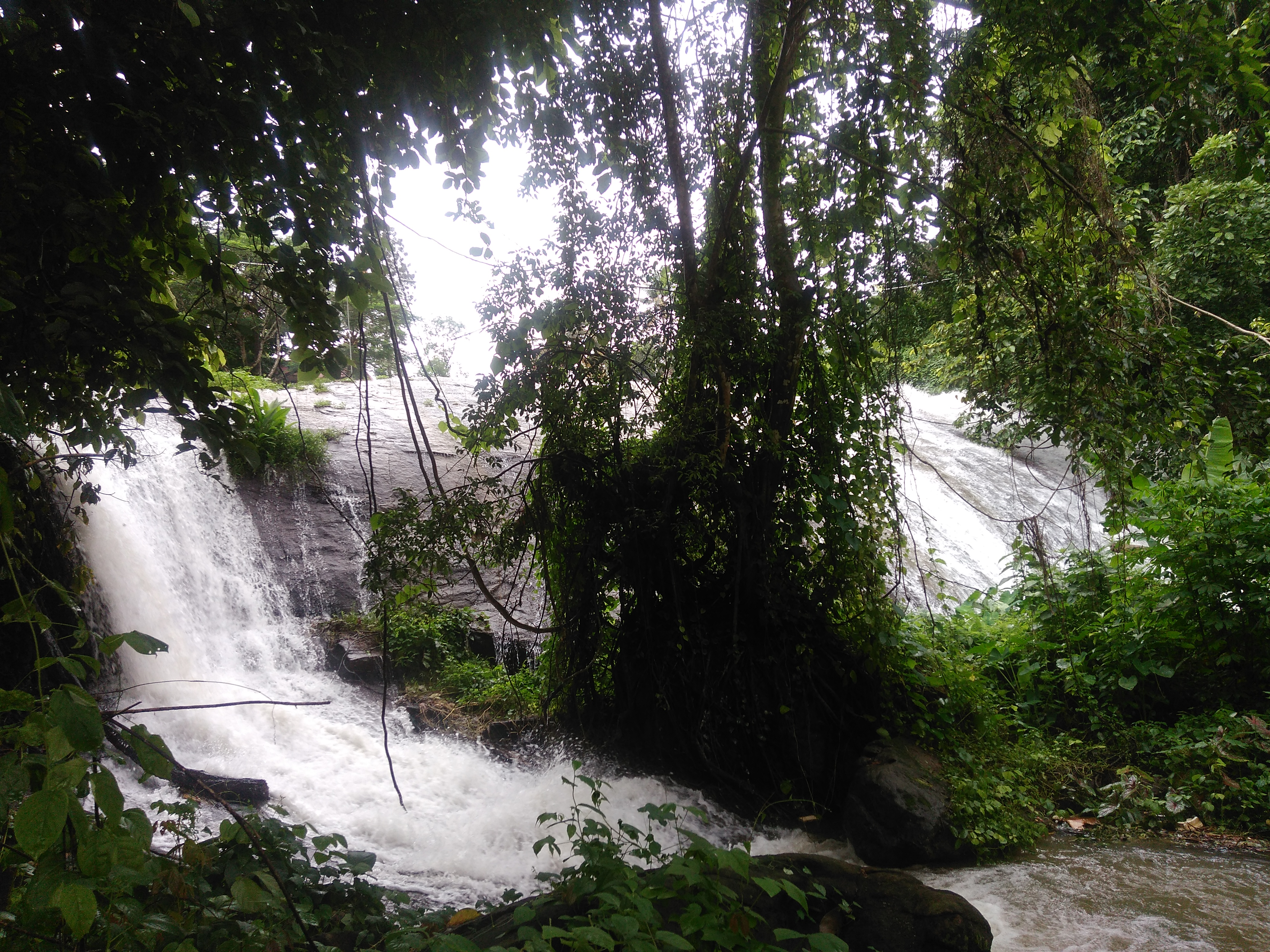
Wasserfall (2017)

Kezhuvamkulam ist ein Dorf im Kottayam Distrikt im indischen Bundesstaat Kerala. In einigen Gegenden von Kezhuvamkulam wird Kalachanda (Ochsenmarkt) genannt.
Kezhuvamkulam liegt 8 km westlich von Pala und 1,5 km östlich von Kozhuvanal. Die berühmte Cherpunkal Heiligenkreuz Kirche des Jesuskindes liegt nur 3 km von Kezhuvamkulam entfernt. Die Straße von Pala nach Kodungoor (über Cherpunkal) führt durch Kezhuvamkulam. Der Cherpunkal-Kozhuvanal ist eine Straße, die durch Medicity Cherpunkal, Kurisupallikavala, Nedumpuramkavala , Mattathil Junction, Idiyakunnam und Elappunkal führt. Dies sind Kreuzungen, die zu Kezhuvamkulam gehören.
Dieses Dorf gehört zu Kozhuvanal Panchayat, Puliyannoor und Meenachil Taluk. Die postalische Indexnummer von Kezhuvamkulam ist 686584.

## Schulen
- N S S High School, Kezhuvamkulam
- Govt. L P School, Kezhuvamkulam
- Medical College, Cherpunkal
- Holy Cross H S S , Cherpunkal
- St.John Nephumsians H S S, Kozhuvanal